# Nganasani
Gli nganasani (o nganasan, nagaseni, tavgi) sono una delle popolazioni indigene della Siberia, la più settentrionale di quelle del gruppo samoiedo. Vivono nella penisola del Tajmyr (per cui sono anche chiamati a volte taimyri), nell'oceano Artico e il loro territorio è incluso nel Kraj di Krasnojarsk. Il loro insediamento principale è il villaggio di Ust-Avam, ma sono molto diffusi anche nel capoluogo Dudinka del Circondario del Tajmyr (oggi fuso nel Territorio di Krasnojarsk). La loro tipica abitazione è il čum.
Parlano la lingua nganasan, origine samoieda.
I nagaseni avam vivono nella parte occidentale della penisola del Tajmyr, nelle valli dei fiumi Pjasina, Dudipta e Boganida. Coloro i quali invece parlano il dialetto Vadeyev vivono nella tundra e nelle parti orientali del Tajmyr, nel distretto Chatangskij, tra il fiume Cheta, il lago Tajmyr e la baia di Chatanga. I nagaseni condividono il proprio territorio con i dolgani. A sud - sudest confinano con gli jakuti, a sudovest con gli eneti.
La popolazione nagasena è oggi molto esigua nel numero, nel 2002 si contavano infatti solo 834 unità. Durante gran parte della loro storia sono stati cacciatori nomadi, pescatori e allevatori di renne. Un significativo cambiamento al loro stile di vita si verificò negli anni quaranta del XX secolo, quando le autorità sovietiche decisero di estirpare la religione sciamanica dei nagaseni, che fino ad allora avevano resistito a tutti i tentativi di conversione da parte dei missionari occidentali. Gli sciamani furono arrestati e i loro oggetti sacri confiscati. Dagli anni sessanta del Novecento furono inoltre costretti ad abbandonare lo stile di vita nomade per stabilirsi nei villaggi, a fianco di russi e dolgani. Il repentino cambiamento provocò un forte impatto nel morale della popolazione, causando tra i suoi membri molti problemi di alcolismo che persistono ancora oggi.

## Sciamanesimo

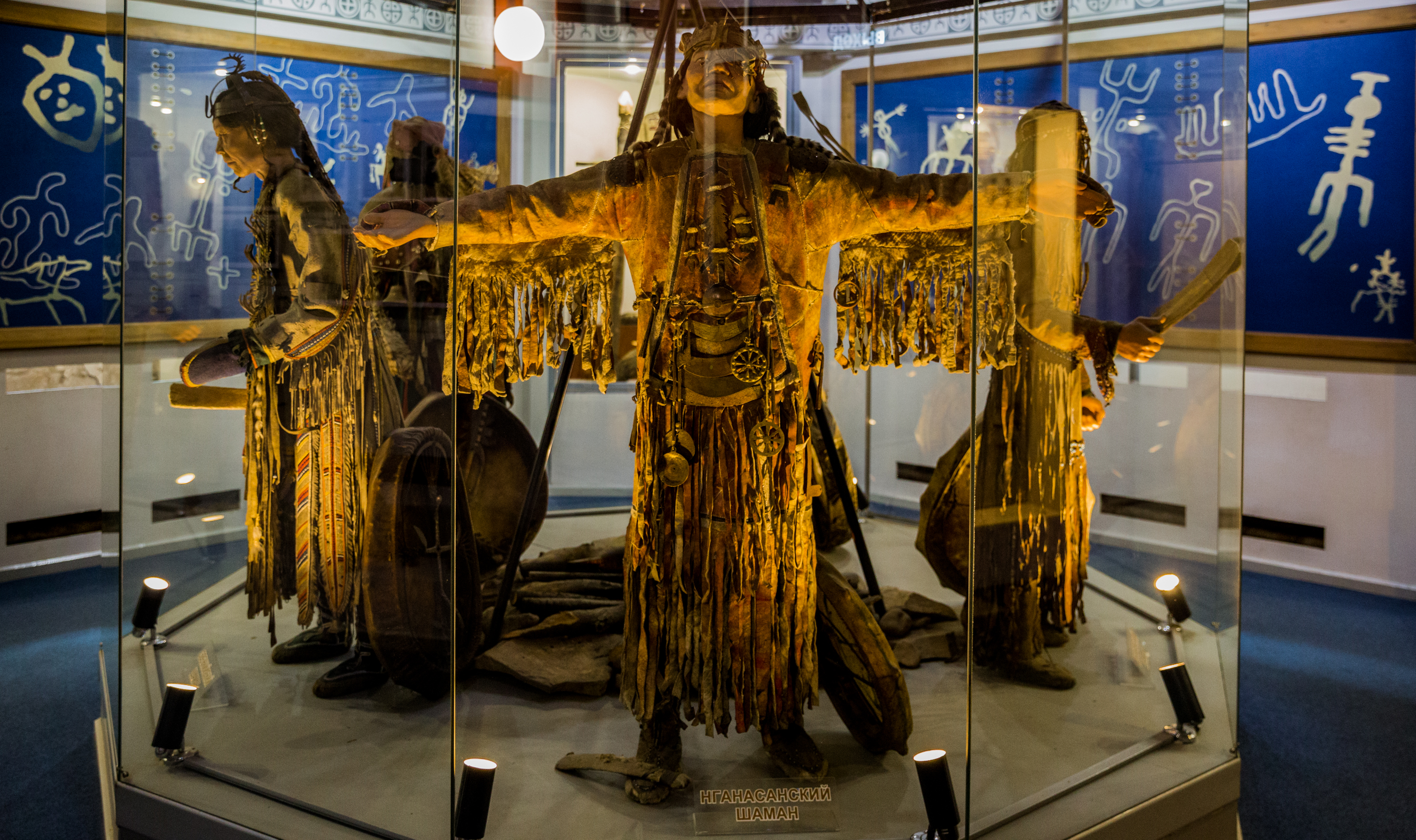
Costume dello sciamano Nganasani, Krasnoyarsk.

Il relativo isolamento in cui i nagaseni sono vissuti ha fatto sì che la loro religione sciamanica, pur contaminata dal cristianesimo ortodosso a causa della sostanziale russificazione della zona avvenuta in era sovietica, abbia persistito fino ad oggi. 
Accanto a numerosi dei minori, venerano particolarmente Nguo (o Nuo), l'essere supremo e la sua sposa Na (o Nuo Nam), divinità delle nascite. Nel pantheon un posto particolare era inoltre riservato a Ku, dio del sole, in onore del quale, ogni febbraio, gli sciamani officiano il rito della "purificazione della tenda". Numerosi sono inoltre i sacrifici e le consacrazioni delle renne agli spiriti sovrani che, in questa particolare forma di sciamanesimo, abitano gli elementi e gli oggetti quotidiani. Seppur, come le altre popolazioni siberiane, non conoscano nelle proprie opere la raffigurazione degli dei "maggiori", i nagaseni sono soliti costruire piccole statue antropomorfe in legno o pietra che contengono al loro interno gli spiriti del clan, della famiglia o della casa: il loro nome è kojka e la loro collocazione nelle abitazioni nagasene è solitamente in una nicchia apposita vicino al focolare. 
Per quanto concerne la vita ultraterrena i nagaseni, a differenza degli altri samoiedi, influenzati più profondamente dalle dottrine cristiane, credono in due tipi di anime: un'anima "ombra" che al momento della morte o scompare totalmente o si reca in cielo e una n'jlim, anima che si va a ricollocare nel ventre della dea Na destinata a trasmigrare in un neonato.